# Дор (Высоковский сельсовет, Вологодский район)
Дор — деревня в Вологодском районе Вологодской области.
Входит в состав Кубенского сельского поселения (с 1 января 2006 года по 8 апреля 2009 года входила в Высоковское сельское поселение), с точки зрения административно-территориального деления — в Высоковский сельсовет.
Расстояние до районного центра Вологды по автодороге — 76 км, до центра муниципального образования Кубенского по прямой — 24 км. Ближайшие населённые пункты — Некрасово, Колотилово, Бильково.
По переписи 2002 года население — 49 человек (20 мужчин, 29 женщин). Всё население — русские.